# Tabea Steffen
Tabea Steffen (Basilea, 8 de marzo de 1982) es una deportista suiza que compitió en esgrima, especialista en la modalidad de espada. Su hermano gemelo Benjamin también compite en esgrima.
Ganó una medalla de plata en el Campeonato Mundial de Esgrima de 2001 y una medalla de oro en el Campeonato Europeo de Esgrima de 2000, ambas en la prueba por equipos.

## Palmarés internacional
| Campeonato Mundial | Campeonato Mundial | Campeonato Mundial | Campeonato Mundial |
| Año                | Lugar              | Medalla            | Prueba             |
| ------------------ | ------------------ | ------------------ | ------------------ |
| 2001               | Nimes (Francia)    | Medalla de plata   | Espada por equipos |
| Campeonato Europeo |                    |                    |                    |
| Año                | Lugar              | Medalla            | Prueba             |
| 2000               | Funchal (Portugal) | Medalla de oro     | Espada por equipos |